# Robert Englund
Robert Barton Englund (Glendale, Kalifornija, 6. srpnja 1947.) američki je glumac. Robert je sa samo 12 godina počeo učiti glumu u kazalištu Kalifornija Univerzum, Northridge. Proslavio se horor filmom Strava u Ulici brijestova, u kojem je glumio Freddy Kruegera, ubojicu iz snova.

## Vanjske poveznice
- Robert Englund's official web site